# Federacja Mali
Federacja Mali – krótkotrwała federacja początkowo czterech, a później tylko dwóch republik autonomicznych Wspólnoty Francuskiej w Afryce Zachodniej. 
Federację utworzono 4 kwietnia 1959 roku, w jej skład weszły Dahomej, Górna Wolta, Senegal i Sudan Zachodni (wcześniej Sudan Francuski). Jednak po uzyskaniu pełnej niepodległości 20 czerwca 1960 roku w jej skład weszły jedynie dwie ostatnie republiki. 20 sierpnia, po 2 miesiącach istnienia, rozpadła się na dwa niezależne państwa: Senegal i Mali (wcześniej Sudan Zachodni).